# Таино
Таини или Острвски Араваци су скоро потпуно истребљени староседеоци Карипских острва. Уочи Колумбовог открића Америке насељавали су Велике Антиле, Бахаме, и северна острва Малих Антила, док су их са јужних острва пре доласка Шпанаца потиснули Острвски Кариби (или Калинаго). Таини су први народ које је у Новом свету сусрео Кристифор Колумбо 1492. Говорили су таинским језиком, једним од језика из аравачке породице.

## Име
Буквални превод имена Таино је „људи добра“ или „добри (племенити) људи“. Историчар Данијел Гарисон Бринтон је за Таине користио назив Острвски Араваци.

## Етнографија
У време контакта са Шпанцима Таини су били напредни пољопривредници који су гајили кукуруз, маниоку, кикирики, ананас, дуван и памук. Риболов је био још једна врло значајна економска активност и важан извор хране, а такође су се бавили ловом и сакупљањем. Једина животиња коју су узгајали је био пас.
Велика таинска насеља су имала до 3.000 становника, али је било и насеља која су чиниле осамљене породичне куће. Свака кућа имала је испод крова простор за складиштење производа испуњен плетеним корпама. Под у кућама био је земљан, али чист. У кућама су се налазили фогон (роштиљ), велики глинени лонци, столице и висеће лежаљке.
Таини су били вешти поморци који су добро познавали карипске воде, о чему сведочи чињеница да су вести о Колумбовом кретању и догађаји у њиховим водама увек пре њега долазиле до острва на којима раније није био. Кану је израђиван из једног комада, дубљен у великим деблима. Највећи кануи су били толико велики да су могли примити преко сто одраслих, и њима је било могуће путовати на велике удаљености. Помоћу ових пловила, Таини (Острвски Араваци) су лако могли отпловити до обала северноамеричког копна и тако су стигли до обала Флориде, док се за њихове непријатеље Карибе такође претпоставља да су допловили до обале Тексаса, где су живеле Каранкаве њихови могући потомци.
Памук су узгајали и користили га за прављење висећих мрежа и прегача, као и врпци које су се носиле око руку и ногу (симболизовале су положај). Накит је прављен од шкољки, перја, зуба животиња, костију, камења и од злата (што је Шпанце највише занимало). Нису имали руднике, а злато су сакупљали по рекама и од њега су израђивали минђуше и украсе.

## Потомци Таина
Иако су као посебан народ нестали, мали број који је преживео првих неколико година након контакта са Шпанцима, углавном жена, је оставио потомке из веза са Шпанцима и црнцима. Данас постоје особе мешаног порекла које се изјашњавају као Таини, углавном на Порторику, Куби, Доминиканској Републици и Јамајци. Недавна истраживања (анализа ДНК), у Порторику и Доминиканској Републици показала су да у овим државама постоји велики удео становништва које има трорасно порекло. Према једном од ових истраживања, спроведеног фебруара 2018, у коме је вршена анализа ДНК добијеног из зуба давно умрлог Таиноа, утврђено је да већина становника Порторика има одређени постотак таинског порекла. Према резултатима 16 истраживања аутозомалне генетике становништва шпанскојезичних карипских острва и њихове дијаспоре (већином порториканске), између 10% и 20% њихове ДНК потиче од староседелаца Таина. Неке особе имају већи удео, док друге имају мањи или га уопште немају. Студија спроведена у источном Порторику, где већина тестираних тврди да има таинско порекло, показала је да од Таина потиче 61% митохондријског генома (наслеђује се од мајке) и 0% ДНК Y хромозома (син наслеђује од оца).
Др Франциско „Френк” Моја Понс, доминикански историчар је изнео доказе који потврђују постојање бракова или ванбрачних веза шпанских колониста и таинских жена. Временом неки од њихових потомака су се венчавали са Африканцима, што је довело до појаве трорасне креолске културе. Према резултатима пописа становништва 1514. 40% Шпанаца је било у браку са Таинкама. Према Лин Гитар, иако су Таини у шпанским документима из 16. века проглашени изумрлим; појединачни Таини су и даље помињани у тестаментима и другим правним документима неколико деценија након доласка Шпанаца.
Постоје докази да је један број Таиноа био у браку са Африканкама и живео у релативно изолованим марунским насељима у унутрашњости карипских острва, где је настало сеоско становништво мешаног порекла, које уопште није имало или је имало веома мало контакта са шпанским властима. Научници су такође утврдили да је данашње доминиканско сеоско становништво задржало неке елементе таинске културе, ови трагови су видљиви у језику, коришћеном систему за култивацију усева, традиционалним јелима, народној медицини, рибарству, архитектури, народним предањима, и верским погледима на свет. Део становништва градова ове елементе сеоске културе доживљава као назадне.